# TT Isla de Man de 1951
El TT Isla de Man de 1951 fue la tercera prueba de la temporada 1951 del Campeonato Mundial de Motociclismo. El Gran Premio se disputó del 6 al 8 de junio de 1951 en el circuito de Snaefell Mountain Course.
Fue la primera vez desde el nacimiento del Mundial en 1949 que la TT albergó una prueba de 125cc. Como en las otras ediciones, también se tuvo que contar con accidentes que produceron la muerte de los pilotos. John Wenman, Doug Parris y Chris Horn perdieron la vida en diferentes pruebas del fin de semana.

## Resultados TT Senior 500cc
MV Agusta había fichado Les Graham a AJS y lo envió como el único representante de su escudería a la carrera. Pero en la Senior TT tuvo que abandonar. Gilera no había llevado a nadie y eso allanó el camino para Geoff Duke, que no solo lideró la carrera de principio a fin, sino que nuevamente rompió el récord de vuelta y el récord de carrera. Bill Doran, el reemplazo de Graham en AJS, fue segundo, pero necesitó llegó a cinco minutos de Duke.
| Pos.    | Piloto              | Equipo    | Tiempo/Retirado | Puntos |
| ------- | ------------------- | --------- | --------------- | ------ |
| 1       | Geoff Duke          | Norton    | 2:48"56'8       | 8      |
| 2       | Bill Doran          | AJS       | 2:53"19'2       | 6      |
| 3       | Cromie McCandless   | Norton    | 2:55"27'0       | 4      |
| 4       | Tommy McEwan        | Norton    | 3:02"26'6       | 3      |
| 5       | Manliffe Barrington | Norton    | 3:04"03'4       | 2      |
| 6       | Ashley Len Parry    | Norton    | 3:04"30'2       | 1      |
| 7       | Eric Briggs         | Norton    | 3:05"04'6       |        |
| 8       | Albert Moule        | Norton    | 3:07"20'0       |        |
| 9       | Len Perry           | Norton    | 3:07"26'0       |        |
| 10      | Les Dear            | Norton    | 3:08"22'4       |        |
| 11      | Guy Newman          | Norton    | 3:08"41'2       |        |
| 12      | Roy Evans           | Norton    | 3:10"05'0       |        |
| 13      | Dennis Lashmar      | Norton    | 3:10"28'0       |        |
| 14      | Tommy Wood          | Norton    | 3:14"14'8       |        |
| 15      | Roy Walker          | Velocette | 3:14"25'2       |        |
| 16      | Sid Franklen        | AJS       | 3:14"37'8       |        |
| 17      | Syl Anderton        | Norton    | 3:15"17'2       |        |
| 18      | Charlie Gray        | AJS       | 3:15"23'2       |        |
| 19      | George Paterson     | AJS       | 3:16"02'4       |        |
| 20      | Svend-Aage Sørensen | Norton    | 3:16"21'0       |        |
| 21      | Roland Pike         | BSA       | 3:16"30'4       |        |
| 28      | Ray Amm             | Norton    | 3:22"05'0       |        |
| Ret     | Ken Kavanagh        | Norton    | Ret             |        |
| Ret     | Johnny Lockett      | Norton    | Ret             |        |
| Ret     | Jack Brett          | Norton    | Ret             |        |
| Ret     | Les Graham          | MV Agusta | Ret             |        |
| Ret     | Arthur Wheeler      | BSA       | Ret             |        |
| Ret     | Ken Mudford         | AJS       | Ret             |        |
| Ret     | Charlie Salt        | BSA       | Ret             |        |
| Ret     | Reg Armstrong       | AJS       | Ret             |        |
| Ret     | Chris Horn          | Norton    | Val (†)         |        |
| Fuente: |                     |           |                 |        |

## Resultados Junior 350cc
En Junior TT, también Geoff Duke fue el gran dominador y se convirtió en el primer piloto en hacer una vuelta por encima de las 90 millas por hora en esta clase y estableció una velocidad récord de 91.38 mph en la segunda. AJS y Velocette no tuvieron opciones ni de podio ya que el segundo y tercer lugar también fueron para pilotos privados de Norton: Johnny Lockett y Jack Brett.
| Pos. | Piloto              | Moto      | Tiempo/Retirado | Puntos  |         |
| ---- | ------------------- | --------- | --------------- | ------- | ------- |
| 1    | Geoff Duke          | Norton    | 2:56"17'6       | 8       |         |
| 2    | Johnny Lockett      | Norton    | 2:59"35'0       | 6       |         |
| 3    | Jack Brett          | Norton    | 3:00"24'4       | 4       |         |
| 4    | Mick Featherstone   | AJS       | 3:03"35'8       | 3       |         |
| 5    | Bill Lomas          | Velocette | 3:04"05'6       | 2       |         |
| 6    | Bob Foster          | Velocette | 3:04"51'6       | 1       |         |
| 7    | Cromie McCandless   | Norton    | 3:05"31'0       |         |         |
| 8    | Rod Coleman         | AJS       | 3:05"53'4       |         |         |
| 9    | Ray Amm             | Norton    | 3:06"01'8       |         |         |
| 10   | Les Graham          | Velocette | 3:06"21'0       |         |         |
| 11   | Tommy McEwan        | Norton    | 3:07"28'6       |         |         |
| 12   | Syd Lawton          | AJS       | 3:08"37'2       |         |         |
| 13   | Tony McAlpine       | AJS       | 3:09"07'4       |         |         |
| 14   | George Brown        | AJS       | 3:09"22'4       |         |         |
| 15   | Bill Petch          | AJS       | 3:09"35'6       |         |         |
| 16   | George Paterson     | AJS       | 3:12"06'6       |         |         |
| 17   | Manliffe Barrington | Norton    | 3:12"09'4       |         |         |
| 18   | Ken Mudford         | AJS       | 3:13"37'4       |         |         |
| 19   | Syd Barnett         | AJS       | 3:12"55'0       |         |         |
| 20   | Freddie Hawken      | AJS       | 3:13"37'0       |         |         |
| 23   | Reg Armstrong       | AJS       | 3:14"54'0       |         |         |
| 31   | Tommy Wood          | Velocette | 3:18"06'0       |         |         |
| 47   | Arthur Wheeler      | Velocette |                 |         |         |
| 52   | Frank Cope          | Norton    |                 |         |         |
| Ret  | Ken Kavanagh        | Norton    | Ret             |         |         |
| Ret  | Bill Doran          | AJS       | Ret             |         |         |
| Ret  | Dennis Lashmar      | Norton    | Ret             |         |         |
| Ret  | Harry Hinton        | Norton    | Ret             |         |         |
| Ret  | Cecil Sandford      | Velocette | Ret             |         |         |
| Ret  | Charlie Salt        | Velocette | Ret             |         |         |
| Ret  | Roland Pike         | AJS       | Ret             |         |         |
| Ret  | John Wenman         | Norton    | Val (†)         |         |         |
| Ret  | Fuente:             | Fuente:   | Fuente:         | Fuente: | Fuente: |

## Resultados Lightweight 250cc
Aunque Velocette había disuelto su equipo de fábrica, habían proporcionado a Arthur Wheeler un nuevo piloto de 250cc una motocicleta. Todo fue en vano ante la superioridad de la Moto Guzzi de Tommy Wood (probablemente debido a su conocimiento de la pista). Wood también ganó, seguido a corta distancia por Dario Ambrosini con una Benelli. Fergus Anderson estableció la vuelta más rápida con su Gambalunghino, pero abandonó en la tercera vuelta por problemas en el motor.
| Pos. | Piloto              | Mot           | Tiempo/Retirado | Puntos |
| ---- | ------------------- | ------------- | --------------- | ------ |
| 1    | Tommy Wood          | Moto Guzzi    | 1:51"15'8       | 8      |
| 2    | Dario Ambrosini     | Benelli       | 1:51"24'2       | 6      |
| 3    | Enrico Lorenzetti   | Moto Guzzi    | 1:55"00'0       | 4      |
| 4    | Wilf Hutt           | Moto Guzzi    | 1:57"48'8       | 3      |
| 5    | Arthur Wheeler      | Velocette     | 2:00"39'0       | 2      |
| 6    | Fron Purslow        | Norton        | 2:02"28'4       | 1      |
| 7    | Svend Aage Sørensen | Excelsior     | 2:07"44'8       |        |
| 8    | Frank Cope          | AJS           | 2:09"22'0       |        |
| 9    | Arnold W. Jones     | Excelsior     | 2:12"40'8       |        |
| 10   | Harold Hartley      | Rudge         | 2:13"20'0       |        |
| 11   | Wilmot Evans        | AJS           | 2:13"46'6       |        |
| 12   | Basil Keys          | Keys Special  | 2:15"12'8       |        |
| 13   | Wilf Billington     | Moto Guzzi    | 2:15"56'4       |        |
| 14   | Henry Harrison      | OK Supreme    | 2:30"17'8       |        |
| 15   | Jack Sparrow        | Excelsior     | 2:37"15'0       |        |
| Ret  | Harry Hinton        | Norton        | Ret             |        |
| Ret  | Fergus Anderson     | Moto Guzzi    | Ret             |        |
| Ret  | Len Bayliss         | Elbee Special | Ret             |        |
| Ret  | Bill Webster        | Rudge         | Ret             |        |
| Ret  | Roland Pike         | Rudge         | Ret             |        |

## Ultra-Lightweight 125 cc TT
Después del fracaso de la carrera de 125cc en el Gran Premio del Ulster de 1950, donde solo aparecieron tres participantes, fue un paso audaz introducir la Ultra-Lightweight TT, pero fue un éxito. Hubo dieciocho participantes, de los cuales solo dos abandonaron. Estaba Les Graham que era el único inscrito por MV Agusta porque conocía el circuito. Mondial había contratado a Cromie McCandless, que logró un promedio de carreras de 74.85 millas por hora. Sus compañeros de equipo Carlo Ubbiali y Gianni Leoni terminaron segundo y tercero.
| Pos. | Corredor          | Moto              | Tiempo    | Puntos  |         |
| ---- | ----------------- | ----------------- | --------- | ------- | ------- |
| 1    | Cromie McCandless | FB Mondial        | 1:00"30'0 | 8       |         |
| 2    | Carlo Ubbiali     | Mondial           | 1:00"52'4 | 6       |         |
| 3    | Gianni Leoni      | Mondial           | 1:03"19'8 | 4       |         |
| 4    | Nello Pagani      | Mondial           | 1:04"36'6 | 3       |         |
| 5    | Juan Soler Bultó  | Montesa           | 1:11"21'0 | 2       |         |
| 6    | José Maria Llobet | Montesa           | 1:14"01'4 | 1       |         |
| 7    | Eric Hardy        | DOT               | 1:18"16'2 |         |         |
| 8    | Howard Grindley   | DMW               | 1:19"34'6 |         |         |
| 9    | Leslie Caldecutt  | BSA               | 1:20"19'0 |         |         |
| 10   | Roger Holton      | Pankhurst Special | 1:20"24'6 |         |         |
| 11   | Chris Horn        | DOT               | 1:23"10'4 |         |         |
| 12   | Guy Newman        | DOT               | 1:25"01'8 |         |         |
| 13   | Charlie Salt      | BSA               | 1:25"15'4 |         |         |
| 14   | Bill Dehany       | Royal Enfield     | 1:26"48'4 |         |         |
| 15   | Alan Jones        | Anelay-DMW        | 1:33"16'8 |         |         |
| 16   | Paddy Johnston    | Sun               |           |         |         |
| Ret  | Les Graham        | MV Agusta         | Ret       |         |         |
| Ret  | Javier de Ortueta | Montesa           | Ret       |         |         |
| Ret  | Fuente:           | Fuente:           | Fuente:   | Fuente: | Fuente: |

| Prueba previa: Gran Premio de Suiza   | Campeonato del Mundo de Motociclismo de 1951 | Siguiente prueba: Gran Premio de los Países Bajos |
| Prueba previa: TT Isla de Man de 1950 | TT Isla de Man                               | Siguiente prueba: TT Isla de Man de 1952          |